# 立石みこ
立石 みこ（たていし みこ、1月12日 - ）は、日本の女性声優。愛知県出身。ぷろだくしょんバオバブ所属。

## 略歴
名古屋声優演技養成所 VOICE3出身。2017年度よりぷろだくしょんバオバブに合格者として所属。その後、ボイスドラマのメインキャラクターに抜擢。

## 人物
特技として空手、キックボクシング、バレーボールを、趣味として手芸、物作り、動物鑑賞とグッズ集め、ゲーム、カラオケ、アウトドア、ハンドメイドをそれぞれ挙げている。
資格として空手2級、P検準2級、英語検定3級、普通自動車免許をそれぞれ持つ。日本語の方言は三河弁。

## 出演
太字はメインキャラクター。

### テレビアニメ
- 忍者ハットリくん（時期不明）
- ドラえもん（テレビ朝日版第2期）（2018年 - 2021年、子どもたち、女の子）
- 神之塔 -Tower of God- 工房戦（2024年、ベルディ[4][5]）
- 異修羅（2025年、少年[6]）
- クレヨンしんちゃん（2025年、子供C、園児）

### 劇場アニメ
- 魔女見習いをさがして（2020年、街の人々）

### ゲーム
- 英雄クロニクル（2019年、ヨウ）
- ナイツクロニクル（2019年、マーヤ[7]）
- ブレイブソード×ブレイズソウル（2019年、レイバーインヴェスティ[8]）
- ドラゴンクエストX 天星の英雄たち オンライン（2022年、ポプリ[9]）
- パズルボブル エブリバブル!（2023年、ミニルン）
- 原神（2024年?、カヒュイア、ヤタ、ルクワ 他）
- プロジェクトセカイ カラフルステージ! feat. 初音ミク（2025年）

### デジタルコミック
- お願い、秘密で、して（2020年、一色結雨）
- ポポ（2021年、ポポ）
- 高校生家族（2021年、家谷春香）
- 形而上の君と（2021年、歌方千縁）
- わたしの親友（2021年、高橋朋子）
- 学生服の回収屋（2021年、シスイ）
- 幽焔の悠（2021年、幼少期の悠）
- ルリドラゴン（2022年、ユカ）
- 高飛車皇女は黙ってない（2023年、ララ[10]）
- 悪役令嬢との友情ルート（2023年、ルミア・カーティア[11]）
- カグラバチ（2024年、シャル）

### ボイスドラマ
- 泣かないで 魔王ちゃん（魔王ちゃん[12]）

### 吹き替え
- 3分間の再会（英語版）

### その他コンテンツ
- AHS 入力文字読み上げソフト VOICEPEAK （ナレーター「女の子」の音源提供）